# Порубель Катерина Олегівна
Катерина Олегівна Порубель (нар. 8 червня 1983, Москва) — російська актриса театру та кіно.

## Біографія
Народилася 8 червня 1983 року в Москві.
У 2004 році закінчила  Театральне училище ім. М.С.Щепкина (художній керівник курсу —  В.І.Коршунов). Після закінчення училища прийшла до Малого театру. В кіно почала зніматись у 2005 році. 
Одружена. Чоловік — Анатолій Левенець. У 2008 році народився син Сава. Згодом син Лука і син Лев.

## Творчість

### Дипломні спектаклі
- Мадмуазель Куку — «Безіменна зірка»
- Смеральдіна — «Слуга двох панів»
- Феклуша — О. М. Островський «Гроза»

### Малий театр
- Жакнетта — В. Шекспір «Зусилля любові» (реж. В. Іванов);
- Луша — О. М. Островський «День на день не доводиться» (2004, реж. А.Коршунов);
- Ключниця — О. М. Островський «Трудовий хліб» (2005, реж. А.Коршунов);
- Атаманша — Є. Л. Шварц «Снігова королева» (2005, реж. В.Іванов);
- Маша — О. М. Островський «Бідність не вада» (2006, реж. А.Коршунов);
- 2-а дівка — Л. М.Толстой «Влада темряви» (2007, реж. Ю.Соломін);
- Покоївка Дуняша — О. М. Толстой "Ластівка" (2008, реж. В.Іванов).

## Фільмографія
- 2011 — Сліпе кіно (у виробництві)
- 2011 — Заєць, смажений по-берлінськи
- 2010 — Черчилль
- 2010 — Сищик Самоваров
- 2010 — Серафима прекрасна :: Серафима :: головна роль
- 2010 — Щур
- 2009 — Катя
- 2008 — Циганки
- 2008 — Злочин буде розкрито
- 2008 — Від любові до смерті
- 2007 — Прощайте, доктор Чехов!
- 2007 — Нічні сестри
- 2007 — Агітбригада "Бий ворога!"
- 2006 — Солдати -10
- 2006 — Своя чужа сестра
- 2006 — Кром'
- 2006 — День грошей
- 2005 — Солдати - 5
- 2005 — Доктор Живаго

## Цікаві факти
- Роль Серафими в телесеріалі Серафима прекрасна виявилася настільки успішною в кар'єрі акторки Катерини Порубель, що за короткий час, сільські жителі глибинки РФ, назвали актрису новим кумиром сільських жителів. Після успішного виходу телесеріалу на  Першому каналі, сільські жителі зажадали повторного показу телесеріалу. Керівництво пішло сільським телеглядачам на зустріч.
- Такого ажіотажу серед сільського населення в глибинці РФ не було вже з 1992 року, коли демонструвалася мексиканська теленовела Багаті теж плачуть, де жителі назвали Вероніку Кастро мексиканським ідеалом і кумиром. З виходом Серафими прекрасної, Катерину Порубель назвали вітчизняною народною актрисою і сільським ідеалом і кумиром.